# نادي شباب حوران
نادي شباب حوران الرياضي هو نادي كرة قدم أردني مقره في منطقة الطرة، الأردن، ويمثل منطقة سهل حوران في اربد. ويتنافس حالياً في دوري الدرجة الثانية الأردني، وهو المستوى الثالث لكرة القدم الأردنية.

## تاريخه
شارك نادي شباب حوران في دوري الدرجة الثالثة 2023، حيث تم وضعه في المجموعة الثانية، إلى جانب اندية من شمال إربد.   وفي نهاية المطاف، نجح شباب حوران في التأهل من مجموعته وتغلب على نادي علان بنتيجة 3-4 بركلات الترجيح، بعد التعادل 2-2 في ربع النهائي، ليصعد إلى دوري الدرجة الثانية الأردني. 
سيشارك في دوري الدرجة الثانية الأردني 2024 ضمن المجموعة الثانية. 

## روابط خارجية
- نادي شباب حوران Soccerway
- نادي شباب حوران